# Inline-Speedskating-Weltmeisterschaften 2006
Die Inline-Speedskating-Weltmeisterschaften wurden im südkoreanischen Anyang ausgetragen. Die Wettkämpfe fanden vom 1. bis 9. September 2006 statt.
Die erfolgreichsten Teilnehmer waren Cecilia Baena bei den Frauen und Joey Mantia bei den Männern.

## Frauen
| Distanz              | Gold                                                         | Silber                                                  | Bronze                                                  |
| Bahn                 | Bahn                                                         | Bahn                                                    | Bahn                                                    |
| -------------------- | ------------------------------------------------------------ | ------------------------------------------------------- | ------------------------------------------------------- |
| 300 m Einzelsprint   | Berenice Moreno                                              | Cecilia Baena                                           | Yu-Ting Huang                                           |
| 500 m Sprint         | Berenice Moreno                                              | Cecilia Baena                                           | Jin-Seon Lim                                            |
| 1000 m Sprint        | Cecilia Baena                                                | Andrea González                                         | Nicole Begg                                             |
| 10000 m Punkte-Auss. | Nicole Begg                                                  | Liana Holguin                                           | Hey-Mi Kim                                              |
| 15000 m Ausscheidung | Liana Holguin                                                | Chae-Yi Kuok                                            | Alexandra Vivas                                         |
| 3000 m Staffel       | Vereinigte Staaten Brittany Bowe Jessica Smith Sara Sayasane | Kolumbien Cecilia Baena Liana Cedeno Alexandra Vivas    | Südkorea Jin-Seon Lim Chae-Yi Kuok Ju-Hee Lim           |
| Straße               |                                                              |                                                         |                                                         |
| 200 m Einzelsprint   | Jennifer Caicedo                                             | Andrea González                                         | Estefanía Núñez                                         |
| 500 m Sprint         | Jennifer Caicedo                                             | Berenice Moreno                                         | Andrea González                                         |
| 10000 m Punkte       | Silvina Posada                                               | Hyo-Sook Woo                                            | Liana Holguin                                           |
| 20000 m Ausscheidung | Alexandra Vivas                                              | Liana Holguin                                           | Jessica Smith                                           |
| 5000 m Staffel       | Vereinigte Staaten Brittany Bowe Kelly Gunther Jessica Smith | Chile Angelica Diaz Estefanía Núñez Carolina Santibañez | Argentinien Natalia Artero Melisa Bonnet Silvina Posada |
| Langstrecke          |                                                              |                                                         |                                                         |
| 42195 m Marathon     | Cecilia Baena                                                | Nicole Begg                                             | Jana Gegner                                             |

## Männer
| Distanz              | Gold                                                    | Silber                                                         | Bronze                                                    |
| Bahn                 | Bahn                                                    | Bahn                                                           | Bahn                                                      |
| -------------------- | ------------------------------------------------------- | -------------------------------------------------------------- | --------------------------------------------------------- |
| 300 m Einzelsprint   | Kalon Dobbin                                            | Joey Mantia                                                    | Gregorio Duggento                                         |
| 500 m Sprint         | Kalon Dobbin                                            | Julien Despaux                                                 | Lin-Lo Wen                                                |
| 1000 m Sprint        | Jorge Botero                                            | Joey Mantia                                                    | Patrizio Triberio                                         |
| 10000 m Punkte-Auss. | Scott Arlidge                                           | Yoo-Jong Nam                                                   | Pierdavide Romani                                         |
| 15000 m Ausscheidung | Joey Mantia                                             | Jorge Botero                                                   | Nelson Garzon                                             |
| 5000 m Staffel       | Frankreich Thomas Boucher Aurélie Duchemin Yann Guyader | Neuseeland 1                                                   | Kolumbien 2                                               |
| Straße               |                                                         |                                                                |                                                           |
| 200 m Einzelsprint   | Gregorio Duggento                                       | Kalon Dobbin                                                   | Wouter Hebbrecht                                          |
| 500 m Sprint         | Patrizio Triberio                                       | Kalon Dobbin                                                   | Wouter Hebbrecht                                          |
| 10000 m Punkte       | Joey Mantia                                             | Jorge Reyes Aguilar                                            | Yoo-Jong Nam                                              |
| 20000 m Ausscheidung | Joey Mantia                                             | Nelson Garzon                                                  | Jorge Botero                                              |
| 5000 m Staffel       | Neuseeland Scott Arlidge Kalon Dobbin Shane Dobbin      | Italien Fabio Francolini Pierdavide Romani Francesco Zangarini | Vereinigte Staaten Dane Lewis Jonathan Garcia Joey Mantia |
| Langstrecke          |                                                         |                                                                |                                                           |
| 42195 m Marathon     | Joey Mantia                                             | Yann Guyader                                                   | Francesco Zangarini                                       |

Für die Staffel in Frage kommende Sportler (jeweils drei Männer):

1 Scott Arlidge, Wayne Begg, Kalon Dobbin, Shane Dobbin, Peter Homburg, Reyon Kay, Aaron Lawson, Shaun Perkinson

2 Jorge Botero, Nelson Garzon, Jorge Cifuentes, Anderson Ariza, Camilo Orozco, Jeisson Martans

## Medaillenspiegel
| Platz | Land               | Gold | Silber | Bronze | Gesamt |
| ----- | ------------------ | ---- | ------ | ------ | ------ |
| 1.    | Kolumbien          | 9    | 8      | 5      | 22     |
| 2.    | Vereinigte Staaten | 6    | 2      | 2      | 10     |
| 3.    | Neuseeland         | 5    | 4      | 1      | 10     |
| 4.    | Italien            | 2    | 1      | 4      | 7      |
| 5.    | Argentinien        | 1    | 2      | 2      | 5      |
| 6.    | Frankreich         | 1    | 2      | 0      | 3      |
| 7.    | Südkorea           | 0    | 3      | 4      | 2      |
| 8.    | Chile              | 0    | 2      | 1      | 3      |
| 9.    | Belgien            | 0    | 0      | 2      | 2      |
| 9.    | Chinesisch Taipeh  | 0    | 0      | 2      | 2      |
| 11.   | Deutschland        | 0    | 0      | 1      | 1      |